# 페르미 감마선 우주망원경
페르미 감마선 우주망원경(Fermi Gamma-ray Space Telescope; FGST), 구칭 감마선 광역 우주망원경(Gamma-ray Large Area Space Telescope; GLAST)은 지구 저궤도에서 감마선천문학 관측을 수행 중인 우주망원경이다. 주요 장비는 광역망원경(Large Area Telescope; LAT)으로, 천문학자들은 이 우주망원경을 통해 전천의 활동은하핵, 펄사 따위 고에너지 천체들과 암흑물질을 탐사할 수 있기를 기대하고 있다. 또다른 장비는 감마선폭발 감지기(Gamma-ray Burst Monitor; GBM)으로 감마선폭발 연구용 장비이다.

## 같이 보기
- 감마선 폭발 목록